# Меркадо, Фелисия
Фелисия Меркадо Агуд (исп. Felicia Mercado; род. 17 декабря, 1959 года, Тихуана, Нижняя Калифорния, Мексика) — мексиканская актриса и фотомодель, снявшаяся почти в 50 теленовеллах.

## Биография
Родилась 17 декабря 1959 года в мексиканском штате  Нижняя Калифорния. В маленьком возрасте она и её семья переехали в Мехико. С ранних лет актриса очень любила мексиканскую моду и мечтала блистать на модном подиуме. Её мечта сбывается — в 1977 году, в возрасте 18 лет актриса становится обладательницей титула Мисс—Мехико 1977. Актрису приметил режиссёр Фернандо Чакон и пригласил ее сыграть яркий эпизод в великой мексиканской теленовелле  «Богатые тоже плачут» (1979), после которого на актрису обрушается всенародная мексиканская слава и её наперебой приглашают сниматься в кино, сериалах, теленовеллах и вести различные телепередачи и шоу. В 1987 году, ее приглашают доиграть роль Леонелы Вильяреаль в культовом мексиканском телесериале «Дикая Роза», от которой отказалась другая великая звезда Эдит Гонсалес, мотивируя тем, что не хотела, чтобы её героиня была злодейкой. После исполнения роли Леонелы Вильяреаль, на Фелисию обрушивается повторная слава и в возрасте 29 лет она становится великой мексиканской актрисой (она — первая мексиканская актриса, удостоена звания в возрасте от 20 до 40 лет).
В 1997 году Меркадо вышла замуж за Eugene Santoscoy и спустя год родила дочь Ивану Франческу.

## Фильмография
- 1979 — Богатые тоже плачут — эпизод.
- 1987 — Дикая Роза / (Rosa Salvaje) — Леонела Вильяреаль#2 (сгорела заживо)
- 1993 — Между жизнью и смертью / (Entre la vida y la muerte) — Кристина
- 1994 — Там за мостом / (Más allá del puente) — Сара
- 1996 — Узы любви / (Lazos de amor) — Нэнси (разбилась насмерть при падении)
- 1996 — В плену страсти / (Cañaveral de pasiones) — Маргарита Фаберман.
- 1996 — Мне не жить без тебя / (Te sigo amando) — Кармен Эспиноса
- 1998 — Пресьоса / (Preciosa) — Энригета Сан Роман.
- 2002 — Между любовью и ненавистью / (Entre el amor y el odio) — Лусила Монтес
- 2009 — Очарование / (Sortilegio) — Адриана Вильясенсио де Ломбардо
- 2010 — Тереза / (Teresa) — Геновенч Алба де Икеза.
- 2013 — Дама и рабочий / (Dama y obrero) — Эстела Мендоса де Сантамария